# Fredrika Bremer
Fredrika Bremer (n. Tuorla, Turku, Finlândia, 1801 - m. Årsta, Suécia, 1865) foi uma escritora e feminista sueca.
Fredrika Bremer é conhecida pela sua militância feminista, e por ter sido um dos primeiros introdutores do romance realista burguês na literatura sueca. 
Foi uma entusiasta defensora do liberalismo cristão.
Fez uma longa viagem pelos Estados Unidos em 1849-1851, em particular pelo Midwest. Em sua homenagem um condado do Iowa chama-se Condado de Bremer.
O seu romance Hertha (1856), é o primeiro romance sueco em que é defendido o direito da mulher à educação, à atividade livre e aos direitos cívicos, ao mesmo nível que o homem.

## Algumas obras
- Grannarna, 1837
- Hemmet, 1839
- Familjen H, 1843
- Hertha, 1856.
- Hemmen i den nya världen, 1853-54
- Livet i Gamla världen, 1860-1862.